# Red Arrows Football Club
O Red Arrows Football Club é um clube de futebol com sede em Lusaka, Zâmbia. A equipe compete no Campeonato Zambiano de Futebol.

## História
O clube foi fundado em 1970.